# Roland de Muralt
Roland de Muralt, né à Paris le 3 juillet 1947, est un écrivain et enseignant vaudois.

## Biographie
Très jeune, il vient vivre en Suisse et fréquente le Collège de Saint-Maurice. Par la suite, il entreprend des études de lettres à l'Université de Genève, avant de se consacrer à l'enseignement. 
Professeur au gymnase, il participe à l'aventure de la revue Écriture, dont il prend la direction de 1982 à 1987, au moment où les éditions Bertil Galland cessent leur activité.
Son œuvre d'écrivain comprend plusieurs récits qui marquent sa nette prédilection pour le XVIIe siècle : Les leçons de ténèbres (1986), Éloge du veilleur (1992), L'expédition au Siam (1993), Autres mondes (1994). Signalons en outre le recueil d'essais La planète des sentiments: histoires littéraires et autres histoires. 

## Sources
- « Roland de Muralt », sur la base de données des personnalités vaudoises sur la plateforme « Patrinum » de la Bibliothèque cantonale et universitaire de Lausanne.
- Alain Nicollier, Henri-Charles Dahlem, Dictionnaire des écrivains suisses d'expression française, vol. 2, p. 615-616. Roger Francillon, Histoire de la littérature en Suisse romande, vol. 4, p. 449. [mhg/2003/03/26]
- Les cahiers Mendel par Roland de Muralt
- A D S - Autorinnen und Autoren der Schweiz - Autrices et Auteurs de Suisse - Autrici ed Autori della Svizzera